# Arbeitskreis Barrierefreies Internet
Der Arbeitskreis Barrierefreies Internet (AKBI) ist ein bundesweit tätiger Verein, der das Ziel des uneingeschränkten Zugangs aller Menschen zu den Informationen im Internet verfolgt. Aus den Reihen des AKBI wurden das erste Mal im deutschsprachigen Raum die Forderung nach einem barrierefreien Internet laut.

## Geschichte
Der Verein entstand auf Initiative der Marburger Journalisten Jens Bertrams und Franz-Josef Hanke im Herbst 1998 ursprünglich als Arbeitsgruppe innerhalb des Marburger Vereins „Behinderte in Gesellschaft und Beruf“ (BiGuB). Am 23. Februar 2002 wurde er dann als eigenständiger Verein im Vereinsregister eingetragen.

## Barrierefreies Internet
Im Verein wurde das erste Mal die Forderung nach dem barrierefreien Internet öffentlichkeitswirksam gestellt. Dafür wurde der ursprünglich im Bauwesen verwendete Begriff auf den sich damals rasant entwickelnden Bereich des Internets übertragen. Die Hauptforderung des Vereins bestand darin, dass alle Informationen im Internet allen Nutzern unabhängig von der Anwendung bestimmter Programme zugänglich gemacht werden sollten.
Der Ausdruck „barrierefreies Internet“ hat sich im deutschen Sprachraum mittlerweile als feststehender Begriff etabliert. Nach dem AKBI wurden in Deutschland zahlreiche weitere Vereinigungen gegründet, die sich für den barrierefreien Zugang zum Internet einsetzen.

## Gordischer Webknoten
Der Gordische Webknoten war in Deutschland der erste Preis, der für die Gestaltung barrierefreier Internetauftritte verliehen wurde.  In den Jahren 1998 und 1999 wurden vorbildlich barrierearm gestaltete Internet-Seiten ausgezeichnet. Der Schwerpunkt lag bei der Zugänglichkeit der Seiten für blinde Internetnutzer. Mit der Verleihung des BIENE-Awards wurde die Verleihung des Gordischen Webknotens eingestellt.

## BIENE-Wettbewerb
Der AKBI ist Mitglied im fachlichen Beirat des BIENE-Wettbewerbs, der jährlich die besten deutschsprachigen barrierefreien Angebote im Internet auszeichnet. Er wird zurzeit von Franz-Josef Hanke vertreten.